# بزرگراه میان‌ایالتی ۱۶
بزرگراه میان ایالتی ۱۶ (به انگلیسی: Interstate-16، مخفف:I-16) یکی از بزرگراه‌های میان ایالتی آمریکاست. که مسیر شرقی-غربی داشته و زیرمجموعه دارد.

## خروج
خروجی 0: I-75 / SR 540 (آزادراه خط پاییز) - آتلانتا، والدوستا، کلمبوس
خروجی 1A: US-23 / US-129 / SR-49 (خیابان بهار) - Milledgeville
خروجی 1B: SR 22 (خیابان دوم) به US 129 / SR 49 - Macon
خروجی 2: US 80 / SR 87 (Coliseum Drive / Martin Luther King Jr. Boulevard) / SR 540 east (آزادراه Fall Line)
خروجی 6: US 23 / US 129 Alt. (بلوار Ocmulgee East / بزرگراه جزایر طلایی)
خروجی 12: جاده اسگودا – هوبر
خروجی 18: جاده بولارد – جفرسونویل
خروجی 24: SR 96 - جفرسونویل، تارورسویل
خروجی 51: US 319 / US 441 - Dublin, McRae
خروجی 78: US 221 / SR 56 - Swainsboro, Soperton
خروجی 90: ایالات متحده 1 - سواینزبورو، لیون
خروجی 104: SR 23 / SR 121 - Metter، Reidsville
خروجی 143: US 280 تا US 80 - Pembroke
خروجی 148: جاده قدیمی رودخانه
خروجی 157: I-95 - برانزویک، جکسونویل، فلورانس
خروجی 164: I-516 شرقی / US 17 جنوبی / US 80 / SR 21 / SR 25 جنوبی
خروجی 166: US 17 شمالی / SR 404 Spur east / خیابان گوینت / خیابان لوئیزویل - چارلستون
خروجی 167B: خیابان مونتگومری – مرکز مدنی ساوانا، مرکز شهر ساوانا